# Josef-Retzer-Straße 49/51/53/55

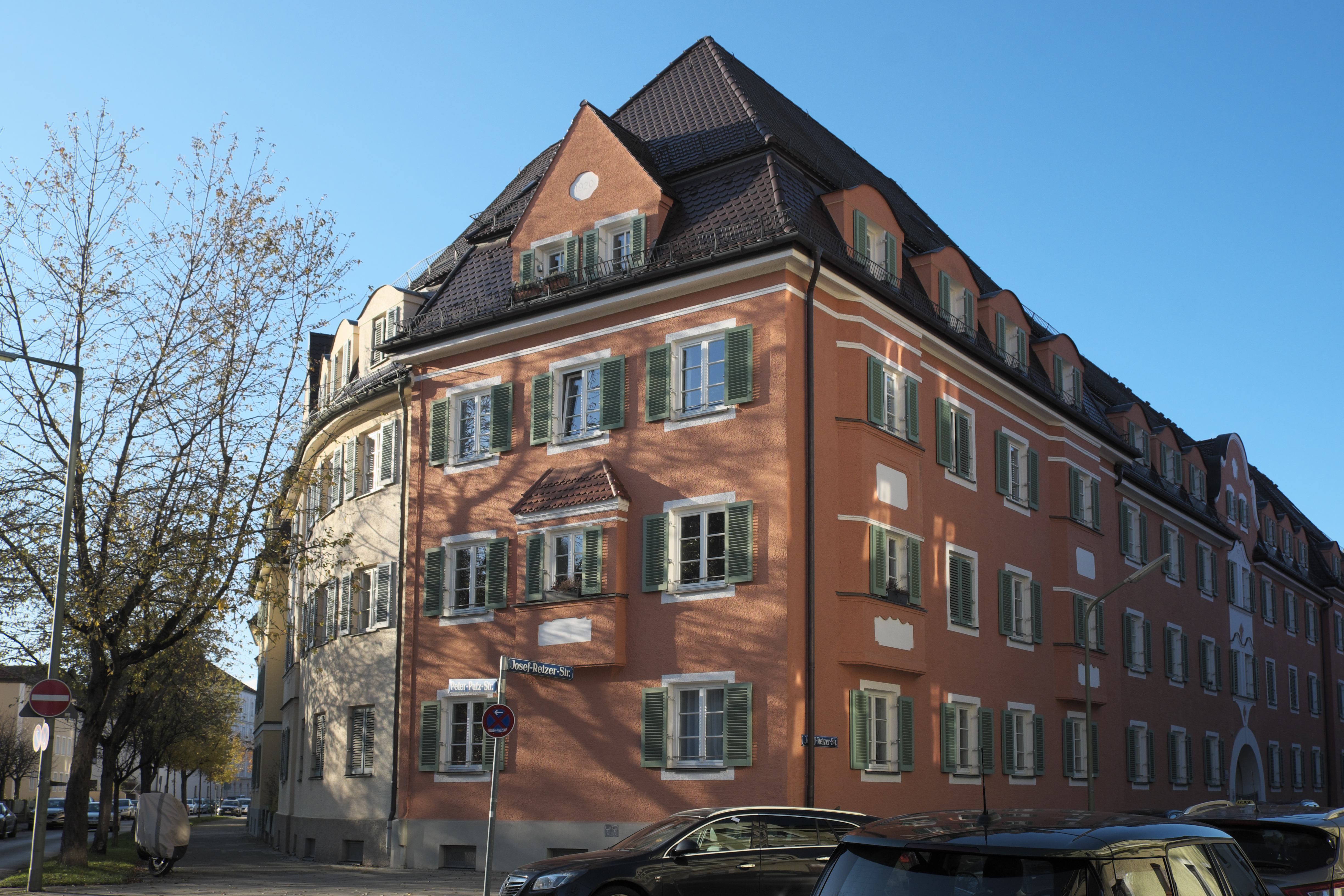
Josef-Retzer-Straße 49/51/53/55 im Stadtteil Pasing von München

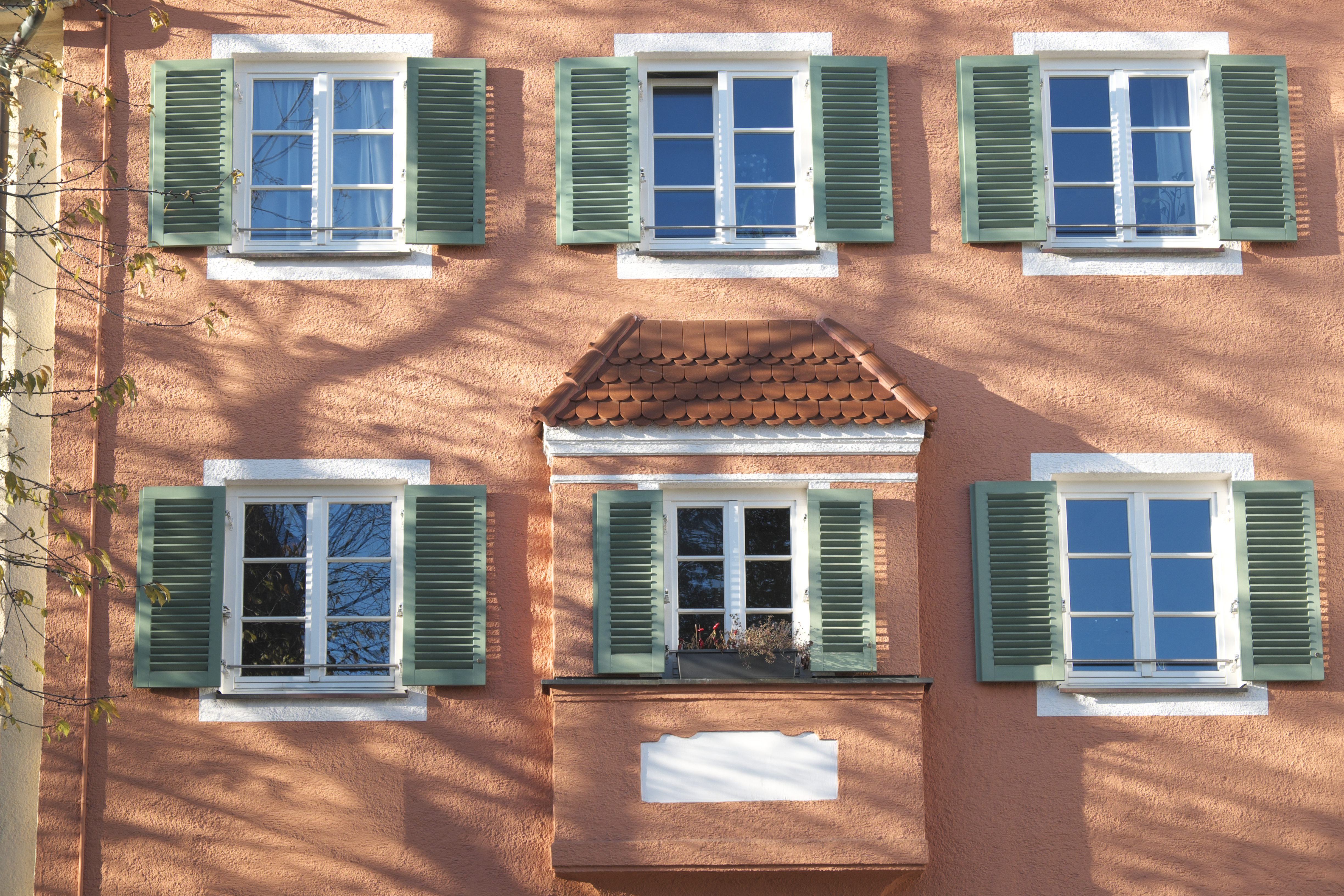
Fensterreihung und Erker

Das Gebäude Josef-Retzer-Straße 49/51/53/55 im Stadtteil Pasing der bayerischen Landeshauptstadt München wurde von 1920 bis 1925 errichtet. Die Mietshausgruppe im Reformstil ist ein geschütztes Baudenkmal.
Der dreigeschossige Mansardwalmdachbau mit geschweiftem Zwerchhaus über Durchfahrt und Flacherkern wurde von Ludwig Zeller (Haus Nr. 49) und den Gebrüdern Ott (Nr. 51/53/55) errichtet. Jedes Stockwerk besteht aus zwei Kleinwohnungen, die nach der ursprünglichen Disposition aus Wohnküche, einem oder zwei Zimmern und Toilette bestanden.